# Tennis de table aux Jeux olympiques d'été de 2012
Pour un article plus général, voir Tennis de table aux Jeux olympiques.
Navigation
Pékin 2008 Rio de Janeiro 2016
Les épreuves de tennis de table des Jeux olympiques d'été de 2012 ont lieu du samedi 28 juillet au mercredi 8 août 2012 au ExCeL London de Londres au Royaume-Uni. 172 athlètes, 86 hommes et 86 femmes, participeront à quatre épreuves. Le tennis de table est apparu aux Jeux olympiques d'été à six précédentes reprises depuis ses débuts aux Jeux de 1988 à Séoul. En plus des simples hommes et femmes, les épreuves par équipe ont lieu pour la seconde fois à la suite du remplacement des épreuves en double lors des Jeux de Pékin de 2008. La Chine est le champion en titre dans chacune des épreuves olympiques puisqu'elle a remporté les quatre médailles d'or en jeu en 2008.

## Qualification
En tant que pays hôte, la Grande-Bretagne a qualifié six athlètes automatiquement; une équipe de trois hommes avec l'un d'eux qui participera à l'épreuve de simples et une équipe de trois femmes avec l'une d'elles qui participera également à l'épreuve de simples,.
les 28 premiers joueurs hommes et femmes du classement de la Fédération internationale de tennis de table immédiatement après les Championnats du monde de tennis de table 2011, qui se sont terminés le 15 mai 2011 aux Pays-Bas, sont qualifiés pour les épreuves en simples des Jeux. Aucune nation ne pouvant pas avoir plus de deux joueurs par sexe dans les épreuves en simple aux Jeux, certains joueurs classés au-delà de la 28e place ont pu se qualifier avec leur classement.
Dix tournois continentaux de qualifications ont eu lieu ensuite pour attribuer un total de 40 places entre le 28 juin 2011 et le 22 avril 2012. Un dernier tournoi de qualification a eu lieu le 10 mai 2012 pour attribuer deux autres places par sexe. Enfin, une place d'invitation par sexe a été donnée par la Fédération internationale de tennis de table (ITTF).
Les inscriptions pour les épreuves par équipes ont été décidées après le dernier tournoi de qualification qui s'est terminé le 13 mai 2012. La nation la mieux classée aux Championnats du monde par équipe 2012 de chacun des six continents gagne le droit de s'inscrire tant que trois de ses joueurs se sont qualifiés pour l'épreuve de simple. Excepté pour l'équipe hôte britannique, la qualification des 15 autres CNO est basé sur le nombre de joueurs qualifiés et sur le classement des Championnats du monde par équipe 2012.

## Calendrier
| P | Tours préliminaires | ¼ | Quarts de finale | ½ | Demi-finales | F | Finales |

| Juillet/août       | Sam 28 | Dim 29 | Lun 30 | Mar 31 | Mar 31 | Mer 1 | Jeu 2 | Jeu 2 | Ven 3 | Sam 4 | Dim 5 | Lun 6 | Mar 7 | Mer 8 |
| ------------------ | ------ | ------ | ------ | ------ | ------ | ----- | ----- | ----- | ----- | ----- | ----- | ----- | ----- | ----- |
| Simple hommes      | P      | P      | P      | ¼      | ¼      | ¼     | ½     | F     |       |       |       |       |       |       |
| Par équipes hommes |        |        |        |        |        |       |       |       | P     | P     | ¼     | ½     |       | F     |
| Simple femmes      | P      | P      | P      | ¼      | ½      | F     |       |       |       |       |       |       |       |       |
| Par équipes femmes |        |        |        |        |        |       |       |       | P     | ¼     | ½     | ½     | F     |       |

## Classement mondial avant la compétition
| Rang | Nom             |
| ---- | --------------- |
| 1    | Zhang Jike      |
| 2    | Ma Long         |
| 3    | Xu Xin          |
| 4    | Wang Hao        |
| 5    | Ma Lin          |
| 6    | Timo Boll       |
| 7    | Jun Mizutani    |
| 8    | Chuan Chih-Yuan |
| 9    | Wang Liqin      |
| 10   | Joo Se-hyuk     |

| Rang | Nom             |
| ---- | --------------- |
| 1    | Ding Ning       |
| 2    | Liu Shiwen      |
| 3    | Li Xiaoxia      |
| 4    | Guo Yan         |
| 5    | Kasumi Ishikawa |
| 6    | Guo Yue         |
| 7    | Wang Yuegu      |
| 8    | Ai Fukuhara     |
| 9    | Tie Yana        |
| 10   | Feng Tianwei    |

## Résultats
Toutes les épreuves prennent la forme d'une compétition à élimination directe.

### Podiums
| Épreuve                                | Or                                 | Argent                                             | Bronze                                                |
| -------------------------------------- | ---------------------------------- | -------------------------------------------------- | ----------------------------------------------------- |
| Simple hommes résultats détaillés      | Zhang Jike                         | Wang Hao                                           | Dimitrij Ovtcharov                                    |
| Simple femmes résultats détaillés      | Li Xiaoxia                         | Ding Ning                                          | Feng Tianwei                                          |
| Par équipes hommes résultats détaillés | Chine Wang Hao Zhang Jike Ma Long  | Corée du Sud Oh Sang-Eun Joo Se-Hyuk Ryu Seung-Min | Allemagne Timo Boll Dimitrij Ovtcharov Bastian Steger |
| Par équipes femmes résultats détaillés | Chine Ding Ning Guo Yue Li Xiaoxia | Japon Ai Fukuhara Kasumi Ishikawa Sayaka Hirano    | Singapour Feng Tianwei Li Jiawei Wang Yuegu           |

### Tableau des médailles
| Rang  | Nation       | Or | Argent | Bronze | Total |
| ----- | ------------ | -- | ------ | ------ | ----- |
| 1     | Chine        | 4  | 2      | 0      | 6     |
| 2     | Japon        | 0  | 1      | 0      | 1     |
| 2     | Corée du Sud | 0  | 1      | 0      | 1     |
| 4     | Allemagne    | 0  | 0      | 2      | 2     |
| 4     | Singapour    | 0  | 0      | 2      | 2     |
| Total | Total        | 4  | 4      | 4      | 12    |